# Jean Berveiller
Jean Marie Berveiller (* 29. Juni 1904 in Sommedieue (Meuse); † 21. Oktober 1976 in Paris) war ein französischer Organist und Komponist.

## Leben und Wirken
Jean Berveiller begann früh mit dem Klavierspiel (vorwiegend Jazz), und gemeinsam mit seinen Freunden Clément Doucet und Jean Wiener leitete er das 1922 eröffnete Pariser Musikkabarett Le Bœuf sur le Toit. Berveiller schlug eine berufliche Laufbahn im Finanzbereich ein, widmete sich aber in seiner Freizeit der Musik. Er spielte Orgel und studierte für sieben Jahre Komposition und Harmonielehre bei Marcel Dupré. Zu seinen Kompositionen zählen eine Reihe von jazz-inspirierten Orgelwerken, die die französische Organistin Jeanne Demessieux oft in ihren Konzerten spielte. Jean Berveiller ist der Widmungsträger von Demessieux' Orgelzyklus „Sept Méditations sur le Saint-Esprit“ opus 6.

## Kompositionen

### Orgel solo
- Suite (Paris: Durand, 1950)
  - Allegro (1948 komponiert)
  - Intermezzo (1945 komponiert)
  - Adagio
  - Final
- Épitaphe (1949 komponiert. Paris: Durand, 1953)
- Cadence: Étude de concert (1946 komponiert. Paris: Durand, 1953)
- Mouvement (1957 komponiert. Amersfoort: Musiscript, 2003)

### Sonstige Werke
- Klavierkonzert (unvollendet)
- César Franck: Rédemption – Interlude Symphonique, eingerichtet für Orgel (Manuskript)

## Bibliographie
- Artikel Jean Berveiller, in John Henderson (Hg.): A directory of composers for organ (2d ed.). Swindon: John Henderson, 1996.
- Lebenslauf Jean Berveiller, in Mouvement pour orgue. Amersfoort: Musiscript, 2003.